# Norra Smålandsgruppen
Norra Smålandsgruppen (NSG) är en svensk militärregiongrupp inom Hemvärnet som verkat i olika former sedan 1998. Förbandsledningen är förlagd i Eksjö garnison, Eksjö.

## Historia
Inför försvarsbeslutet 1996 föreslog regeringen en ny försvarsområdesindelning, vilket innebar att tre försvarsområdesstaber inom Södra militärområdet (Milo S) skulle avvecklas senast den 31 december 1997. De tre staber som föreslogs för avveckling återfanns i Kalmar, Växjö och Ystad. Gällande staberna i Växjö och Kalmar föreslogs de tillsammans med staben i Eksjö att bilda ett gemensamt försvarsområde. Därmed kom Kronobergs försvarsområde och Kalmar försvarsområde från den 1 januari 1998 att integreras i Jönköpings försvarsområde (Fo 17), som antog namnet Smålands försvarsområde (Fo 17). Som stöd till hemvärn och frivilligverksamheten inom Jönköpings län och före detta Jönköpings försvarsområde bildades försvarsområdesgruppen Jönköpingsgruppen. Det i samband med att Territorialförsvarsenheten (TerrE) vid Norra Smålands regemente ombildades till en försvarsområdesgrupp inom Smålands försvarsområde (Fo 17).
Som ett led i försvarsbeslutet 2000 avvecklades försvars- och militärområdena den 30 juni 2000 och från och med den 1 juli 2000 organiserades i dess ställe Militärdistrikt. Därmed avvecklades bland annat Smålands försvarsområde (Fo 17). De nya Militärdistrikten motsvarade geografiskt sett de gamla militärområdena. Den stora skillnaden var att militärdistrikten var den lägsta nivån där chefen var territoriellt ansvarig. Inom militärdistrikten organiserades militärdistriktsgrupper, i regel en för varje län. I Jönköpings län organiserades den 1 juli 2000 Norra Smålandsgruppen, vilken underställdes Södra militärdistriktet (MD S).
Den 2 juni 2005 presenterade regeringen sin proposition (2004/05:160) gällande en avveckling av militärdistriktsorganisationen. I propositionen hänvisades regeringen till att "I det framtida insatsförsvaret och den beslutade insatsorganisationen finns det inte längre krav på eller behov av regional eller territoriell ledning som motiverar en särskild ledningsorganisation". Därmed ansåg regeringen att militärdistriktsorganisationen kunde avvecklas, något som Försvarsmakten även i en framställan till regeringen den 7 mars 2005 föreslagit. I dess ställe skulle fyra ledningsgrupper för säkerhetstjänst och samverkan inrättas, där ledningsgrupperna lokaliserade till Boden, Stockholm, Göteborg och Malmö. Den 16 november 2005 antog riksdagen regeringens proposition, därmed beslutades att militärdistriktsorganisationen skulle upplösas och avvecklas den 31 december 2005. Vilket innebar att militärdistriktsgrupperna omorganiserades till utbildningsgrupper och underställdes ett utbildningsförband. Detta medförde att Norra Smålandsgruppen överfördes från Södra militärdistriktet (MD S) till att bli en enhet inom Göta ingenjörregemente (Ing 2) från och med den 1 januari 2006.
Den 1 januari 2013 bildades fyra militärregioner, där Södra militärregionen underställdes chefen för Södra skånska regementet, men löd under chefen insatsledningen i Högkvarteret avseende markterritoriell ledning i fred, kris och krig. Chefen för Norra Smålandsgruppen var dock fortfarande underställd chefen Göta ingenjörregemente gällande produktionsledning av hemvärnsförbanden samt insatsledning inom utbildningsgruppens geografiska område. Den 1 januari 2018 delades dock ledningen av Södra skånska regementet och Södra militärregionen, det genom att en separat chefsbefattning för Södra militärregionen tillsattes. Vidare underställdes staben Södra militärregionen i ledningsfrågor direkt chefen insatsledningen i Högkvarteret. I Försvarsmaktens budgetunderlag till regeringen för 2020 föreslogs att de fyra militärregionala staberna från 1 januari 2020 skulle inrättas som egna organisationsenheter. Cheferna för militärregionstaberna föreslogs i sin tur underställas rikshemvärnschefen avseende produktion av utbildningsgrupper och hemvärnsförband. Detta medförde att utbildningsgrupperna överfördes organisatoriskt från ett utbildningsförband till de fyra militärregionala staberna. I regeringens proposition framhöll dock regeringen att den militära regionala indelningen kunde komma att justeras, det beroende på utfallet av utredningen "Ansvar, ledning och samordning inom civilt försvar" (dir. 2018:79). För Norra Smålandsgruppen innebar denna förändring att utbildningsgruppen överfördes från Göta ingenjörregemente till att bli en enhet inom Södra militärregionen från och med den 1 januari 2020.
För att påvisa anknytningen till militärregionen, lämnades den 1 januari 2023 begreppet utbildningsgrupp till förmån för det nya begreppet militärregionsgrupp. Det för att på ett tydligare sätt anknyta mot enhetens bidrag som ett av militärregionens krigsförband, med uppgifter såväl i fred som i krig.

## Verksamhet
Chefen Norra Smålandsgruppen är från den 1 januari 2020 direkt underställd chefen för Södra militärregionen. Norra Smålandsgruppens uppgifter är att utbilda, organisera och administrera hemvärnsförbanden i Jönköpings län. Gruppen skall vidare stödja frivilliga försvarsorganisationer. Insatser i såväl fred som under kris och krig leds i allmänhet direkt av Södra militärregionen, men Norra Smålandsgruppen kan ges ledningsuppgifter som till exempel att avdela en militär insatschef (MIC).

## Ingående enheter
Norra Smålandsgruppen administrerar och utbildar sedan 1 januari 2012 en hemvärnsbataljon, Norra Smålands bataljon (33. hvbataljonen).

### Norra Smålands bataljon
- 33. hemvärnsbataljonstaben och ledningsplutonen
- 33. hemvärnsledningsplutonen
- 331. hemvärnsinsatskompaniet
- 332. hemvärnsinsatskompaniet
- 333. hemvärnsinsatskompaniet
- 334. hemvärnsbevakningskompaniet
- 335. hemvärnsbevakningskompaniet
- 336. hemvärnspionjärplutonen
- 337. hemvärnsflyggruppen
- 338. hemvärnsmusikkåren (Hemvärnets musikkår Jönköping-Huskvarna)
- 339. hemvärnsmusikkåren (Hemvärnets musikkår Eksjö)

## Förläggningar och övningsplatser
När Norra Smålandsgruppen bildades den 1 juli 2000 samlokaliserades förbandsledningen med övriga förband i Eksjö garnison.

## Heraldik och traditioner
Norra Smålandsgruppen är sedan den 1 juli 2000 traditionsbärare för Norra Smålands regemente (I 12) och Smålandsbrigaden (IB 12). Från den 1 juli 2012 är Norra Smålands bataljon traditionsbärare Norra Smålands regemente (I 12).

## Förbandschefer
- 1998–1999: Överstelöjtnant Göran Persson
- 1999–2000: Överstelöjtnant Stefan Andersson
- 2000–2004: Överstelöjtnant Stefan Andersson
- 2004–200?: Överstelöjtnant Michael Isaksson
- 200?–20??: Överstelöjtnant Bo Olsson
- 2011–2021: Överstelöjtnant Kristian Bouveng
- 2021–2024: Överstelöjtnant Michael Gustafsson
- 2024–20xx: Överstelöjtnant Ola Hvittfeldt

## Namn, beteckning och förläggningsort
| Jönköpingsgruppen     | 1998-01-01 | – | 2000-06-30 |
| Norra Smålandsgruppen | 2000-07-01 | – |            |

| okänt | 1998-01-01 | – | 2000-06-30 |
| NSG   | 2000-07-01 | – |            |

| Eksjö garnison (F) | 1998-01-01 | – |  |